# Doolin' (groupe français)
Ne doit pas être confondu avec Doolin (groupe suisse).
Doolin' est un groupe français de folk music, inspiré par la musique traditionnelle irlandaise et mêlant à celle-ci des influences pop-rock, funk, jazz et même hip-hop.

## Historique
Fondé à Toulouse en 2005, il tire son nom d'un petit village irlandais.
Doolin’ est un sextuor composé de Nicolas Besse, à la guitare, de Wilfred Besse au chant et à l'accordéon, de Guilhem Cavaillé au violon (ce dernier quitte le groupe en octobre 2016 et est depuis remplacé par Niall Murphy et Sam Proctor), de Jacob Fournel aux flûtes irlandaises (low whistle et tin whistle), de Josselin Fournel au bodhrán (ce dernier est vice-champion d'Irlande de la discipline) et de Sébastien Saunié à la basse . L'attrait du sextuor pour la musique irlandaise leur vient de voyages en Irlande ou encore de l'écoute de certains artistes comme The Waterboys, U2, The Pogues, Sharon Shannon, Altan, Solas (groupe), ou Martin Hayes.
Selon Anne Berthod, journaliste musique à Télérama, le groupe « cultive son tropisme celtique avec un groove terrible et une bonne dose de fantaisie ». De son côté Garry West fondateur de Compass Records (en) déclare « Il n’y a jamais eu en France de groupe qui fasse autant honneur à la musique irlandaise que Doolin’ tout en lui amenant une touche personnelle ». Éric Bureau du journal Le Parisien déclare quant à lui que « le meilleur groupe irlandais est… toulousain » .
En 2017, Doolin’ devient le premier groupe français à être invité à la Folk Alliance International Conference et à apparaître sur la compilation du festival.
Le groupe se produit en avril au célèbre festival américain MerleFest et prépare pour août 2018 une tournée des grands festivals irlandais aux États-Unis.

### Popcorn Behaviour(2006-2007)
En mars 2006 sort le premier album du groupe, réalisé en autoproduction et distribué par Keltia Musique, il reçoit la distinction des Bravos Trad’Mag ainsi que le soutien du flûtiste nord-irlandais de renom Desi Wilkinson.

### Angels Are Free(2008-2010)
Après 2 ans de tournée, le groupe sort en 2008 son deuxième album qui lui permet d'accroitre sa popularité, tout en travaillant en parallèle sur un ciné-concert présenté pour les Hivernales du Documentaire, sur L'Homme d'Aran, documentaire de Robert Flaherty paru en 1934. Du côté des collaborations on retrouve au violon Costel Nitescu, violoniste de jazz manouche, Dan Houghton musicien traditionnel écossais à la border pipe et Olivier Arnaud à la mandoline et au banjo.
Ce deuxième album bénéficie encore d'éloges de la part de Trad Magazine puisque Gérard Viel considère qu'il est "à écouter et à se procurer dans les meilleurs délais".
Le titre High Reel, introduction de l'album permet au groupe d'apparaître en 2013 sur la bande originale du film Astérix et Obélix : Au service de Sa Majesté réalisé par Laurent Tirard.

### Exile(2011-2012)
En 2011, après avoir participé à la tournée française du show de danse irlandaise Celtic Legends, le groupe publie son troisième album Exile. Le groupe réalise la même année sa première tournée irlandaise dont un concert au Tall Ships Festival de Waterford, partageant la scène avec The Waterboyz, Sharon Shannon et Dervish.

### Live In Lorient(2012-2015)
En août 2012 le groupe profite de sa 7e participation au festival interceltique de Lorient pour enregistrer un album live intitulé sobrement Live In Lorient. L'album sort l'année suivante et sera distribué par Coop Breizh.
Cet album permet au groupe de revisiter les chansons qui ont fait son succès avec des invités que sont Sam Proctor sur Reconciliation Set et Brian Kelly et Ben Gunnery sur le morceau Dinkey's Session Set. Cet album connaîtra un grand succès auprès du public.

### Doolin’(2016)
Album éponyme du groupe paru en 2016, il a pour thème la grande vague d'émigration irlandaise des années 1850 vers l'Amérique du Nord, thématique choisie par le groupe puisque 2016 marque le 170e anniversaire de la Grande Famine en Irlande. Il est enregistré à Nashville et est signé par Compass Records après la rencontre du groupe avec Alison Brown et Garry West cofondateurs de ce prestigieux label américain. Encore plus que dans ses précédents projets cet album voit Doolin’ collaborer avec de nombreux musiciens de renom à commencer par John Doyle (musicien), guitariste de Solas (groupe) qui assure le rôle de réalisateur artistique de l'album.
Cet opus débute avec Chanson pour John qui raconte l'exil d'un Irlandais pendant la Grande Famine.
Le morceau Reel Africa reprise d'une ballade traditionnelle irlandaise, sur lequel le groupe est accompagné le flûtiste de renom Michael McGoldrick est un moyen d'alerter sur la famine qui sévit encore aujourd'hui sur le continent africain.
Galway Girl (reprise du morceau éponyme de Steve Earl) voit le groupe être accompagné de la virtuose du banjo Alison Brown (lauréate de 4 Grammy Awards), pour Le Dernier Kouign Amann c'est cette fois Jerry Douglas (lauréat de 14 Grammy Awards) au dobro qui vient prêter main-forte au groupe.
Le titre Ballad of Hollis Brown reprise d'une chanson de Bob Dylan évoque la détresse d'une famille souffrant de la famine durant la Grande Dépression aux États-Unis est lui sublimé par le percussionniste Kenny Malone (en) (batteur entre autres de Ray Charles et de Johnny Cash). Mary Shannon (sœur de Sharon Shannon) au banjo, est elle l'invité du sextuor sur le morceau Mary’s Jig.
Tout au long de l'album le thème de la Grande Famine irlandaise est l'occasion pour le groupe d'aborder des thèmes en lien avec les conséquences de l’événement comme les flux migratoires notamment avec le titre Sailing Across The Ocean.
Doolin’ est aussi l'occasion pour le groupe de reprendre pour la première fois un morceau issue du répertoire français : la célèbre chanson Amsterdam (chanson) de Jacques Brel.
John Doyle a spécialement composé pour l'album un morceau instrumental Wind Her Up et l'album se termine sur la reprise du titre Famine de Sinéad O'Connor abordant ce thème de manière plus moderne et plus universelle avec l'intervention de la rappeuse new-yorkaise Taron Benson.
Le groupe a par ailleurs choisi de reverser 10% des recettes de l'album durant ses trois premières années d'exploitation à la fondation Grameen CA pour soutenir des projets de développement agricole en Afrique.
L'album est très bien accueilli aussi bien par le public que par la critique ; ainsi le journaliste de l’Irish American News Jack Baker déclare à son sujet : « Un plus beau cadeau n'était pas venu de France depuis la livraison de la statue de la Liberté » et qualifie l'album de meilleure découverte musicale de 2016 . En France, Bernard Geniès du Nouvel Observateur parle d'« Un disque bourré d'embruns et d'énergie »  quand pour Julien Bordier de L'Express « Si le meilleur groupe de musique irlandaise moderne était français il s'appellerait Doolin’ ».

### Circus Boy (2023)
Le groupe sort l’album Circus Boy en mars 2023,. Il a été financé sur Kisskissbankbank.